# Drobnołuszczak sarni

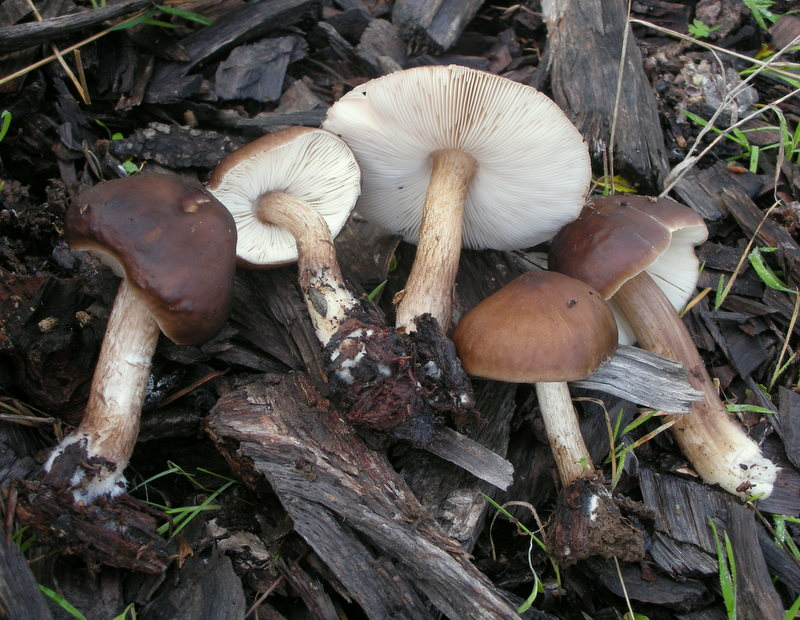

Drobnołuszczak sarni (Pluteus pouzarianus Singer) – gatunek grzybów należący do rodziny łuskowcowatych (Pluteaceae).

## Systematyka i nazewnictwo
Pozycja w klasyfikacji według Index Fungorum: Pluteus, Pluteaceae, Agaricales, Agaricomycetidae, Agaricomycetes, Agaricomycotina, Basidiomycota, Fungi.
Po raz pierwszy gatunek ten opisał Rolf Singer w 1983 r. w Czechosłowacji. Synonim: Pluteus pouzarianus var. albus Bonnard 1993.
Alina Skirgiełło w 1999 r. opisała go pod nazwą łuskowiec czeski. Władysław Wojewoda w 1998 r. zaproponował nazwę łuskowiec ciemnobrązowy, a w 2003 r. drobnołuszczak sarni.

## Morfologia
Kapelusz
Średnica 4,5–9 cm, u młodych okazów wypukły, z wiekiem rozpościerający się, w stanie dojrzałym płasko wypukły, czasem z niewielkim garbkiem lub wklęśnięciem. Powierzchnia ciemna, szarobrązowa, gładka, na brzegu gładka, na środku drobno włókienkowata, błyszcząca.
Blaszki
Wolne, dość gęste, brzuchate, o szerokości do 11 mm, różowawe. Ostrza białe.
Trzon
Wysokość 1,5–9,5 cm, grubość do 0,5–1,5 cm, walcowaty czasami ze zgrubiałą podstawą, początkowo pełny, potem pusty. Powierzchnia o barwie białawej, przy podstawie brązowawa i włókienkowata. Pierścienia brak.
Miąższ
W kapeluszu brudno biały, w trzonie szarawo biały, o słodko-rzodkwiowym zapachu i bez wyraźnego smaku.
Cechy mikroskopowe
Zarodniki 16–98 × 4–5,5 µm, szerokoelipsoidalne, czasem owalne, gładkie. Podstawki czterozarodnikowe. Cheilocystydy liczne, o kształcie od maczugowatego do wąskomaczugowatego, bezbarwne i cienkościenne, o wymiarach 30–50(-60) × 12–18(-24) µm. Pleurocystydy liczne, o wymiarach 70–90 × 13–22 µm, wąskowrzecionowate z 2–4 hakami na szczycie. W części szczytowej mają grubą ścianę komórkową (do 3 µm). Strzępki w skórce kapelusza tworzą dwie warstwy; w górnej warstwie są bezbarwne, w dolnej w środku zabarwione. Szczytowe elementy strzępek mają wymiary75–135 × 7–15 µm. Sprzążki występują w prawie wszystkich strzępkach skórki kapelusza i trzonu.

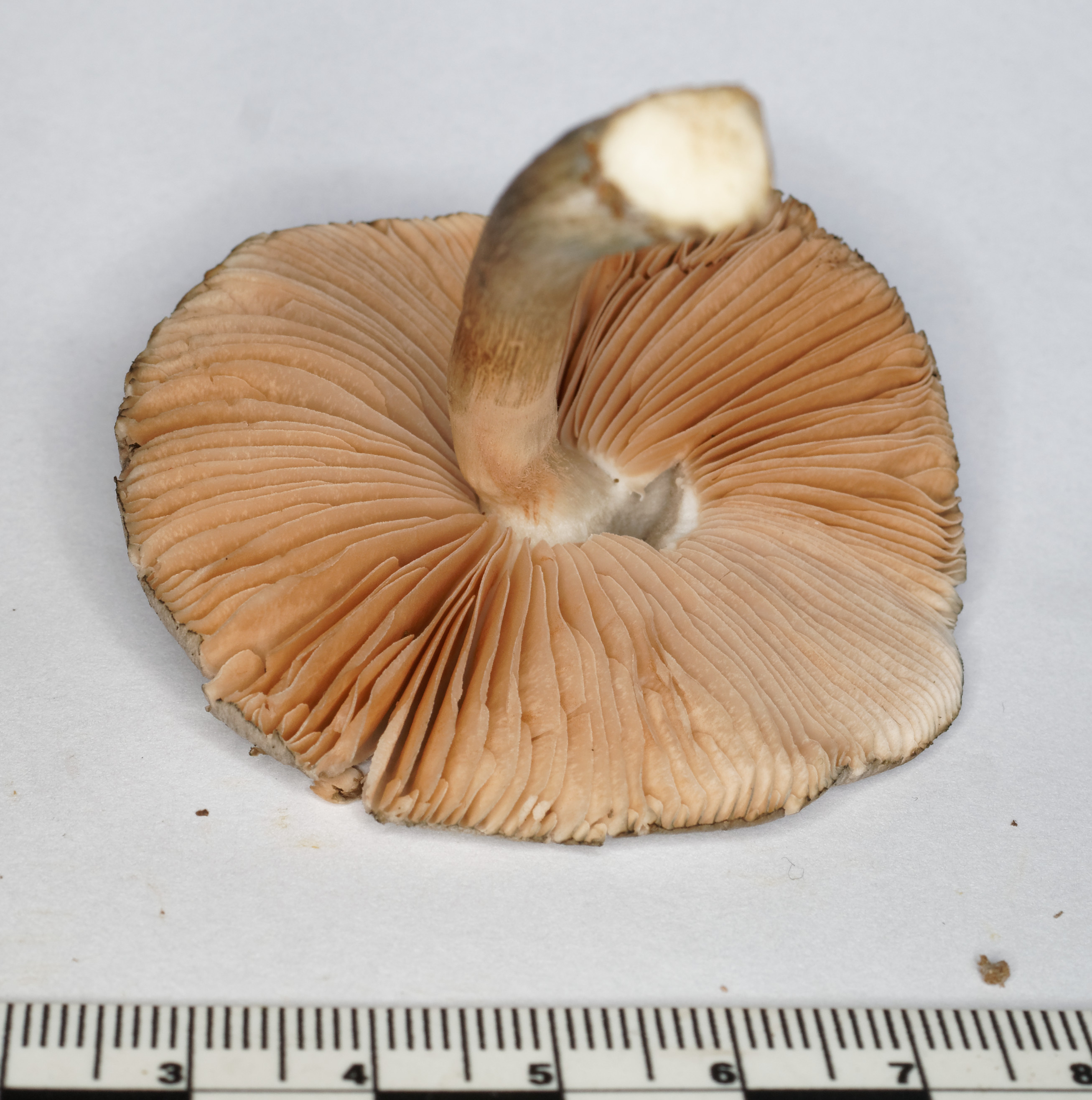
Trzon i blaszki
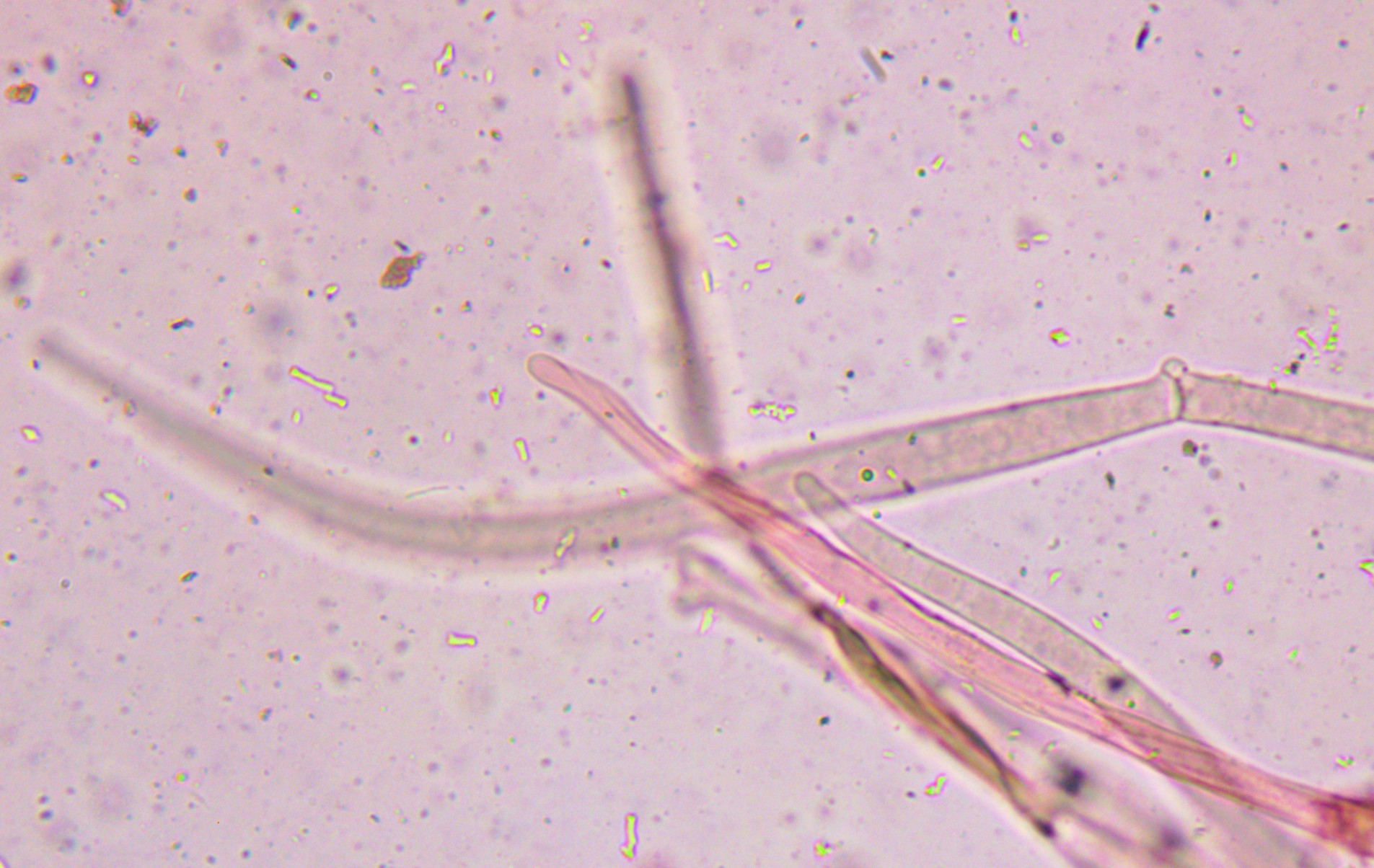
Strzępki skórki. Widoczna sprzążka
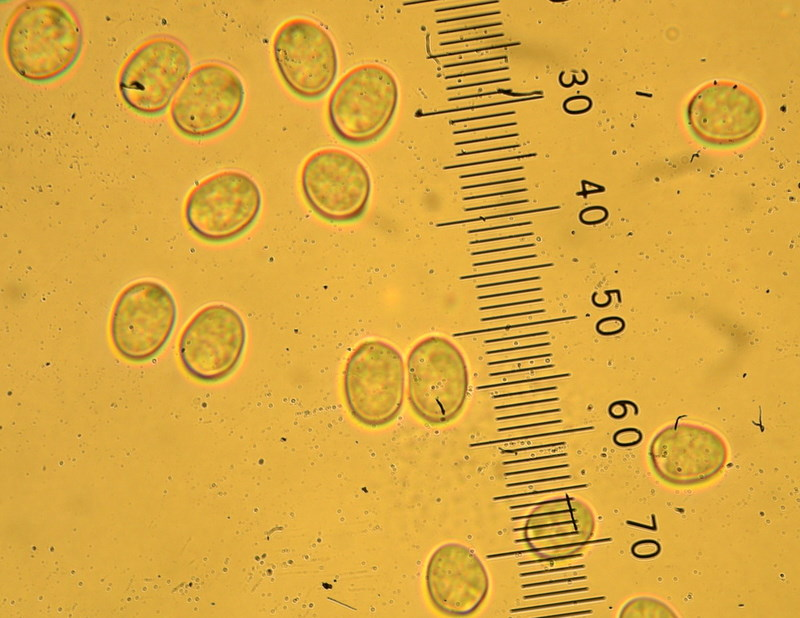
Zarodniki
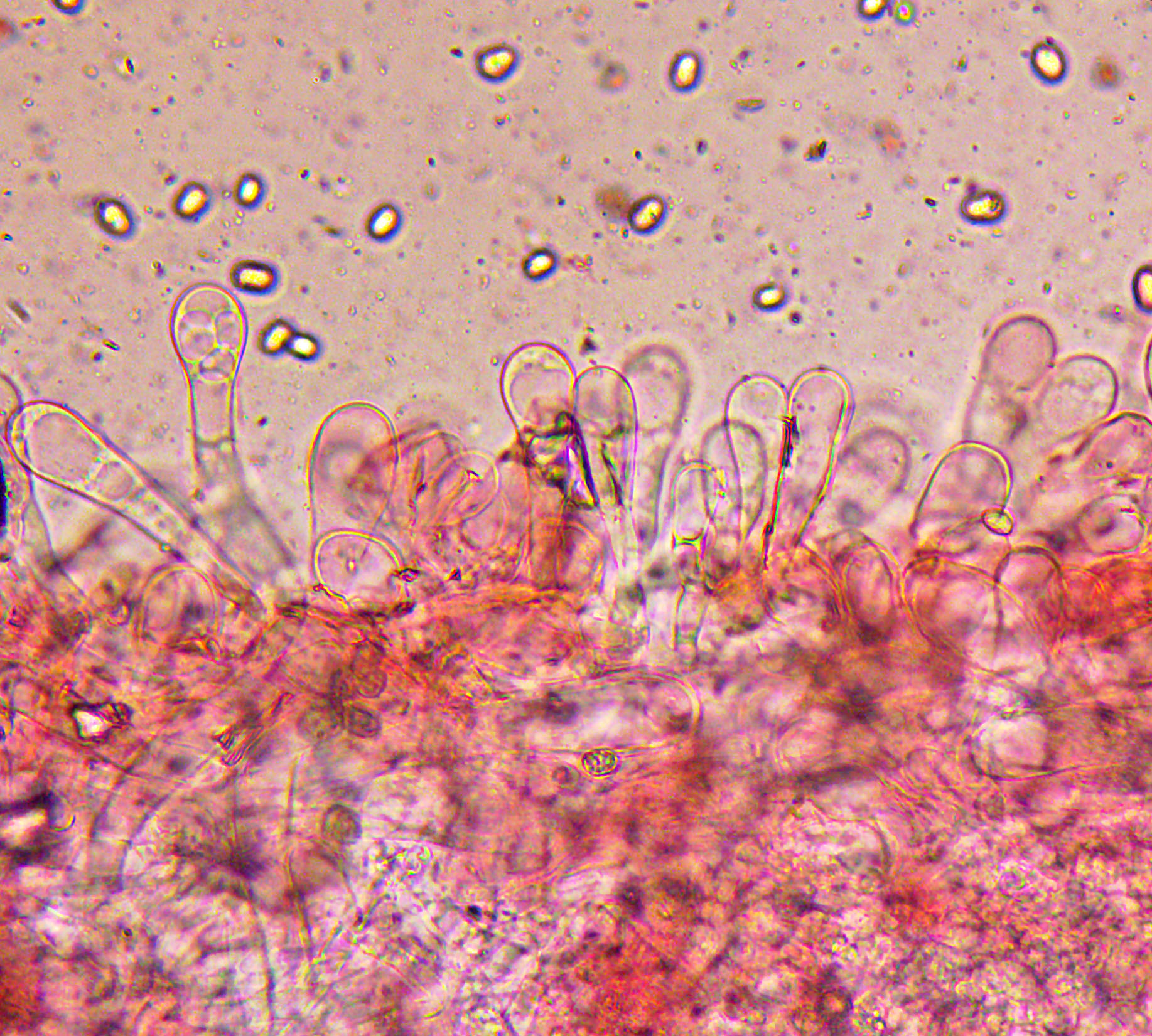
Cheilocystydy

## Występowanie
Opisano występowanie tego gatunku w Ameryce Północnej i Europie (w tym na Islandii). W. Wojewoda w zestawieniu grzybów wielkoowocnikowych Polski w 2003 r. podaje 10 stanowisk z uwagą, że jego rozprzestrzenienie w Polsce i stopień zagrożenia nie są znane. Bardziej aktualne stanowiska podaje internetowy atlas grzybów. Znajduje się w nim na liście grzybów zagrożonych i wartych objęcia ochroną.
Grzyb saprotroficzny. Występuje w lasach iglastych i mieszanych, na ziemi, na martwym drewnie, zwłaszcza jodły, świerka i sosny. Owocniki od maja do listopada.

## Gatunki podobne
Drobnołuszczak sarni jest mikroskopowo bardzo podobny do drobnołuszczaka jeleniego (Pluteus cervinus), ale odróżnia się występowaniem sprzążek, których drobnołuszczak jeleni nie ma. Ponadto drobnołuszczak sarni rozwija się na drewnie drzew iglastych, ma mniejsze owocniki i bardziej szare. Odróżnia się również zapachem.